# An Il-bom
An Il-bom (안일범?; Pyongyang, 2 dicembre 1990) è un calciatore nordcoreano, centrocampista dell'April 25.